# Ferdinand I av Rumänien
Ferdinand I, född 24 augusti 1865, död 20 juli 1927 var kung av Rumänien från 1914 till sin död.

## Biografi
Ferdinand var andre son till prins Leopold av Hohenzollern-Sigmaringen och Antonia av Portugal. Han trädde först i preussisk militärtjänst men adopterades 1889 av sin farbror Carol I av Rumänien vars äktenskap med Elisabet av Wied förblev barnlöst. I samband med adoptionen valdes Ferdinand till rumänsk tronarvinge.
Under andra Balkankriget var Ferdinand överbefälhavare för den rumänska hären och vid farbroderns död 1914 blev han kung av Rumänien. Landets insatser på ententens sida i första världskriget gick först mycket illa och såg ut att kunna få katastrofala följder, men genom ententens seger, skapades istället ett "storrumänskt" rike, som förutom förkrigs-Rumänien även omfattade Transsylvanien, Bessarabien och Bukovina.
15 oktober 1922 kröntes han i Alba Iulia till "alla rumäners kung". Vid dessa politiska framgångar hade Ferdinand en ganska betydlig roll. Han var ingen stor men en klok politiker. I sin politik försökte han även verka för ett enat Balkan. Ett uttryck för denna tanke var hans döttrars giftermål med Greklands och Jugoslaviens kungar.

## Familj
Gift (10 januari 1893) med Marie av Edinburgh.
Barn:
1. Carol II av Rumänien, (1893-1953).
2. Elisabeth av Rumänien, (1894-1956), gift 1921-1935 med Georg II av Grekland.
3. Marie av Rumänien, (1900-1961), gift med Alexander I av Jugoslavien.
4. Nicolas av Rumänien, (1903-1978), prinsregent 1927-1930.
5. Ileana av Rumänien, (1908-1991).
6. Mircea av Rumänien, (1913-1916).

## Utmärkelser
- Elefantorden,  1908[1]
- Gyllene skinnets orden
- Sankt Stefansorden
- Kungliga Serafimerorden
- Riddare av Gyllene skinnets orden
- Sachsen-Ernestinska husorden
- Rutkroneorden
- Hessiska Ludvigsorden
- Sankt Hubertusorden
- Hohenzollerska husorden
- Storkorset av Nederländska Lejonorden
- Riddare av Annunziataorden
- Malteserorden
- Riddare av Sankt Alexander Nevskij-orden
- Vita örnens orden
- Leopoldorden
- Virtuti Militari
- Storkorsriddare av Italienska kronorden
- Vita örnens orden
- Storkorsriddare av Sankt Mauritius och Sankt Lazarusorden
- Sankt Annas orden, första klass
- Röda örns orden
- Victoriakedjan
- Georgsorden, fjärde klass
- Georgsorden, tredje klass
- Storkors med stjärna med Virtuti Militari
- Carol I-orden
- Andreasorden
- Rumänska Stjärnans orden
- Mikael den tappres orden
- Svarta örns orden
- Victoriaorden
- Rumänska kronorden
- Sankt Alexanderorden
- Storkors av Hederslegionen
- Strumpebandsorden
- Bathorden
- Nationella orden för trogen tjänst
- Frälsarens orden
- Karageorgevitjs stjärnas orden
- Danilo I:s orden
- Vita örns orden
- Ryska Sankt Stanislausorden

[Redigera Wikidata]